# Georg Faehlmann
Georg Faehlmann (Vladivostok, 17 de setembro de 1895 — Bad Schwartau, 8 de março de 1975) foi um velejador estoniano, medalhista olímpico. Ele competiu nos Jogos Olímpicos de Verão de 1928 na classe 6 Metre e conquistou a medalha de bronze na disputa a bordo do Tutti V com Nikolai Vekšin, Andreas Faehlmann, Eberhard Vogdt e William von Wirén.
Seu tio-avô, Friedrich Robert Faehlmann, era um notável filólogo e médico estoniano. Com a ocupação soviética da Estônia, Georg Faehlmann mudou-se para a Alemanha em 1941, onde viveu até sua morte.